# Hung Up Promo Tour
Hung Up Promo Tour è un mini-tour della pop-star Madonna, per promuovere il suo undicesimo album in studio, Confessions on a Dance Floor del 2005, il cui primo singolo è stato appunto Hung Up.

## Set List
1. Hung Up
2. Get Together
3. I Love New York
4. Ray of Light
5. Let It Will Be (Paper Faces Mix)
6. Everybody

Note
- Solo al Coachella Music Festival fu eseguita Ray of Light
- Sempre e solo al Coachella Music Festival la canzone Everybody si concluse con un campionamento della celebre Where's the Party come avvenne per Music Inferno nel futuro Confessions Tour.
- Una piccola parte di Jump fu cantata alla fine dello show al G-A-Y Nightclub, a Londra.

## Sinossi
Madonna, vestita con body e giacca viola, pantaloni al ginocchio e stivali, apre il mini show subito con il botto, Hung Up è la prima canzone eseguita in cui la cantante si esibisce insieme ai suoi ballerini. Come nell’album, la prima canzone si conclude con il suono di una sveglia, introducendo la seconda canzone, Get Together. Alla fine di essa Madonna comincia a parlare un po’ con il pubblico fin quando non inizia la versione rock di I Love New York, dove al Coachella Music Festival fu eseguita con l’ausilio della chitarra elettrica, suonata dalla cantante. Segue Ray of Light, eseguita esclusivamente al Coachella, anch’essa in chiave rock, mentre per Let It Will Be venne proposto il remix Paper Faces. L’ultima canzone è Everybody, riadattata allo stile dell’ultimo album Confessions on a Dance Floor, in cui Madonna, dopo essersi tolta i pantaloni, balla e canta per tutta la durata della canzone insieme al suo corpo di ballo, chiudendo lo show.

## Date
| Nord America     |          |                       |                          |
| 22 ottobre 2005  | New York | Stati Uniti d'America | Roxy                     |
| Europa           |          |                       |                          |
| 3 novembre 2005  | Lisbona  | Portogallo            | MTV Europe Music Awards  |
| 5 novembre 2005  | Mannheim | Germania              | Wetten, dass..?          |
| 8 novembre 2005  | Londra   | Regno Unito           | Parkinson                |
| 11 novembre 2005 | Parigi   | Francia               | Star Academy             |
| 15 novembre 2005 | Londra   | Regno Unito           | Koko Club                |
| 18 novembre 2005 | Londra   | Regno Unito           | Children In Need         |
| 19 novembre 2005 | Londra   | Regno Unito           | G-A-Y Nightclub          |
| Asia             |          |                       |                          |
| 7 dicembre 2005  | Tokyo    | Giappone              | Studio Coast             |
| 9 dicembre 2005  | Tokyo    | Giappone              | Smap x Smap              |
| Nord America     |          |                       |                          |
| 2 maggio 2006    | Indio    | Stati Uniti d'America | Coachella Music Festival |

## Cast
- Direttore del tour: Jamie King
- Direttore Video: Dago Gonzalez per Veneno, Inc.
- Direzione musicale: Stuart Price

### Band
- Tastiere: Stuart Price
- Tastiere: Marcus Brown
- Batterie: Steve Sidelnyk
- Chitarra: Monte Pittman
- Background Vocale: Donna De Lory, Niki Richards